# Boronia tetrandra
Boronia tetrandra är en vinruteväxtart som beskrevs av Jacques-Julien Houtou de La Billardière. Boronia tetrandra ingår i släktet Boronia och familjen vinruteväxter. Inga underarter finns listade i Catalogue of Life.